# Educação tecnológica
A educação tecnológica é a modalidade de educação exercida por instituições brasileiras como o Centro Estadual de Educação Tecnológica Paula Souza - CEETEPS (que introduziu a modalidade educacional no Brasil com a criação dos Cursos Superiores de Tecnologia nas Faculdades de Tecnologia - FATECs), o Instituto Federal de Educação, Ciência e Tecnologia (IFET) o Centro Federal de Educação Tecnológica (CEFET), a Universidade Tecnológica Federal (UTF), o Serviço Nacional de Aprendizagem Comercial (SENAC), e o Serviço Nacional de Aprendizagem Industrial (SENAI), e também por tradicionais e renomadas instituições europeias, como a Universidade Tecnológica de Delft (TU DELFT) e a Universidade Técnica de Dresden (Technische Universität Dresden). É também identificada por meio da propagação de conhecimentos, técnicas e instrumentos tecnológicos em diversos âmbitos, não necessariamente acadêmicos.